# Emerson Ruíz
Emerson Eduardo Ruíz Rojas (Puerto Ordaz, 1º marzo 2003) è un calciatore venezuelano, difensore dell'Anzoátegui.

## Carriera

### Club
Ruíz è cresciuto nel settore giovanile del Mineros, con cui ha debuttato in prima squadra il 28 luglio 2019 nell'incontro di Primera División vinto 1-0 contro il Lala. Ha segnato il suo primo gol il 6 marzo 2022 nella trasferta vinta 2-0 contro il Portuguesa FC.
Nel gennaio del 2024 è stato acquistato dal Metropolitanos. Un anno più tardi ha cambiato nuovamente squadra firmando con l'Anzoátegui.

### Nazionale
Nel gennaio del 2023 è stato convocato dalla nazionale venezuelana Under-20 per disputare il campionato sudamericano di categoria.

## Statistiche
Statistiche aggiornate al 3 gennaio 2025.

### Presenze e reti nei club
| Stagione        | Squadra         | Campionato      | Campionato | Campionato | Coppe nazionali | Coppe nazionali | Coppe nazionali | Coppe continentali | Coppe continentali | Coppe continentali | Altre coppe | Altre coppe | Altre coppe | Totale | Totale | Totale |
| Stagione        | Squadra         | Comp            | Pres       | Reti       | Comp            | Pres            | Reti            | Comp               | Pres               | Reti               | Comp        | Pres        | Reti        | Pres   | Reti   |        |
| --------------- | --------------- | --------------- | ---------- | ---------- | --------------- | --------------- | --------------- | ------------------ | ------------------ | ------------------ | ----------- | ----------- | ----------- | ------ | ------ | ------ |
| 2019            | Mineros         | PD              | 6          | 0          | CV              | 1               | 0               | -                  | -                  | -                  | -           | -           | -           | 7      | 0      |        |
| 2021            | Mineros         | PD              | 20         | 0          | CV              | 0               | 0               | CS                 | 2                  | 0                  | -           | -           | -           | 22     | 0      |        |
| 2022            | Mineros         | PD              | 19         | 2          | CV              | 0               | 0               | CS                 | 0                  | 0                  | -           | -           | -           | 19     | 2      |        |
| 2023            | Mineros         | PD              | 22         | 0          | CV              | 0               | 0               | -                  | -                  | -                  | -           | -           | -           | 22     | 0      |        |
| Totale Mineros  | Totale Mineros  | Totale Mineros  | 67         | 2          |                 | 1               | 0               |                    | 2                  | 0                  |             | -           | -           | 70     | 2      |        |
| 2024            | Metropolitanos  | PD              | 18         | 0          | CV              | 3               | 0               | CS                 | 6                  | 0                  | -           | -           | -           | 27     | 0      |        |
| Totale carriera | Totale carriera | Totale carriera | 85         | 2          |                 | 4               | 0               |                    | 8                  | 0                  |             | -           | -           | 97     | 2      |        |